# Национал-социалистическая немецкая рабочая партия
Национа́л-социалисти́ческая неме́цкая рабо́чая па́ртия (аббр. НСДАП, нем. Nationalsozialistische Deutsche Arbeiterpartei — NSDAP; Нацистская партия) — экстремистская ультранационалистическая фашистская политическая партия Германии, существовавшая с 1920 по 1945 год, политический носитель идеологии нацизма. Руководитель партии с 1921 по 1945 год — Адольф Гитлер. Правящая партия Германии с января 1933 года, а с июля — единственная законная партия нацистской Германии.
После поражения Германии во Второй мировой войне в 1945 году по решению созданного союзниками по антигитлеровской коалиции оккупационного Контрольного совета была распущена. На Нюрнбергском процессе руководящий состав партии был признан преступниками, а идеология нацизма — одной из главных причин Второй мировой войны.

## Идеология
Идеологией НСДАП был нацизм (национал-социализм) — немецкая тоталитарная, экстремистская, ультраправая, расистская и антисемитская идеология и движение в 1919—1945 годах; форма фашизма; крайняя форма политического этнического национализма в рамках фёлькише.
Нацизм сочетает идею «арийской расы господ», её биологического и культурного превосходства над другими расами, которые рассматриваются как «неполноценные», расовый антисемитизм («семитская раса» — евреи — рассматриваются как антипод и главный враг «арийской расы»), конспирологическую идею о «мировом еврействе» как главном враге германской нации, славянофобию, идею «арийского» (немецкого национального) социализма, антикоммунизм, антилиберализм, антидемократизм. Основы идеологии изложены в книгах «Моя борьба» (1925—1926) Адольфа Гитлера, «Миф двадцатого века» (1930) Альфреда Розенберга и др.
Нацизм ставил своей целью создание и утверждение на достаточном, с точки зрения нацистов, жизненном пространстве «расово чистого» государства «арийской расы», имеющего всё необходимое для благополучного существования на протяжении неопределённо долгого времени («тысячелетний рейх»). Гитлер стремился к завоеванию большей части Европы для Германской империи, именуемой Третьим рейхом.
Большинство учёных идентифицируют национал-социализм (нацизм) как форму ультраправой идеологии и политики, фашизма и крайнюю форму политического этнического национализма. Крайне правая идеология в нацизме включают идею, что существуют люди «высшей расы», которые имеют право доминировать над другими людьми и очищать общество от предполагаемых «низших элементов». Нацистская идеология стала продолжением более ранних политических теорий, которые породили также итальянский фашизм.
Гитлер имел собственное понимание социализма, противоположное общепринятому, не считая коммунизм и марксизм разновидностями социализма. Он утверждал, что марксисты украли понятие социализм и исказили его смысл, и рассматривал социализм как древнюю «арийскую», германскую традицию. «Арийцы», по его словам, пользовались некоторыми землями сообща.

## Программа
Программа, известная как «Двадцать пять пунктов», была принята в феврале 1920 года Немецкой рабочей партией (Deutsche Arbeiterpartei, DAP), предшественницей Национал-социалистической немецкой рабочей партии (НСДАП). Первоначально предполагалось, что это будет документ на короткий срок, но в мае 1925 года Гитлер, столкнувшись с внутрипартийными требованиями написать более подробный документ, объявил программу 1920 года «неизменной». Только семнадцатый пункт был «переинтерпретирован» в апреле 1928 года: первоначально партия требовала экспроприации всех земельных владений, но теперь эта предлагаемая мера относилась только к еврейским земельным владениям.
Авторами программы стали Адольф Гитлер, Дитрих Эккарт, Альфред Розенберг и Готфрид Федер. Каждый из них внёс те пункты, которые представляли для него особый интерес. Гитлер, вероятно, сформулировал пункты, касающиеся внешней политики и деятельности правительства, Эккарт и Розенберг написали пункты на тему völkisch, Федер внёс экономические и финансовые требования. Исследователи спорят о том, насколько серьёзно авторы относились к программе как к набору руководящих принципов для будущего законодательства. Федер и Розенберг, вероятно, рассматривали «Двадцать пять пунктов» как элементарный проект будущего национал-социалистического общества, но для Гитлера эта расплывчатая и демагогическая программа была не более чем пропагандистским ходом.
«Двадцать пять пунктов» не были оригинальной или хорошо продуманной программой. Документ характеризовался как сборник «всего, что было предложено реакционным мышлением в XIX и XX веках». Пункты 3-6, 14, 16 и 23 были по сути скопированы из брошюры Генриха Класса «Если бы я был кайзером», написанной до Первой мировой войны. Многие из пунктов программы были ориентированы на основную целевую аудиторию DAP в 1920 году: квалифицированных рабочих, ремесленников низшего среднего класса и государственных служащих.
Содержание документа можно разделить на три основные категории: националистические требования völkisch и антисемитские идеи, а также социальные и экономические требования. Наибольшее количество пунктов (тринадцать) касалось экономических и социальных вопросов. Как и программа Пангерманского союза перед Первой мировой войной, «Двадцать пять пунктов» настаивали на включении всех этнических немцев в Великий германский рейх (пункт 1) и необходимости большего Lebensraum (жизненного пространства). Второй и третий пункты составили диатриба против Версальского договора и требование возвращения немецких колоний.
После прихода к власти, с одной стороны, режим реализовал большую часть националистических и антисемитских пунктов программы. Гитлер создал Великогерманский рейх, а Холокост вышел далеко за рамки дискриминационной политики, которую требовала программа 1920 года. С другой стороны, социальные и экономические требования были проигнорированы. Третий Рейх не отменил процентные платежи, трасты сохранились, и режим в целом благоприятствовал крупным предприятиям за счёт малого бизнеса.

## История

### НСДАП до прихода к власти

#### НСДАП как партия для вооруженного переворота
Партия была основана в феврале 1919 года как Deutsche Arbeiterpartei (Немецкая рабочая партия, DAP) малоизвестным слесарем-инструментальщиком Антоном Дрекслером. Гитлер вступил в партию в сентябре 1919 года. Менее чем через два года он отстранил Дрекслера и стал председателем, с фактически диктаторскими полномочиями. Под руководством Гитлера партия, которая в 1920 году стала именоваться Nationalsozialistische Deutsche Arbeiterpartei (Национал-социалистическая немецкая рабочая партия, NSDAP) моделировалась по образцу Фашистской партии Бенито Муссолини. Как и её итальянский аналог, Нацистская партия имела как политическое, так и военизированное крыло. В первые годы своего существования военизированное крыло, штурмовые отряды (Sturmabteilung, или СА), было более важным, чем политическая часть, поскольку Гитлер, как и Муссолини, намеревался свергнуть демократию посредством вооруженного переворота. В то же время Гитлер использовал политическое крыло и свои выдающиеся ораторские способности, чтобы привлечь новых членов как в партию, так и в СА, хотя на этом начальном этапе деятельности НСДАП всё ещё оставалась явлением масштабов одной лишь Баварии. Стратегия переворота провалилась в ноябре 1923 года во время Пивного путча. Вместе с несколькими своими соратниками Гитлер был впоследствии арестован и осуждён за государственную измену, но судьи приговорили его всего к пяти годам тюрьмы. Он был условно-досрочно освобождён, отсидев лишь девять месяцев в довольно комфортной обстановке в Ландсбергской тюрьме.

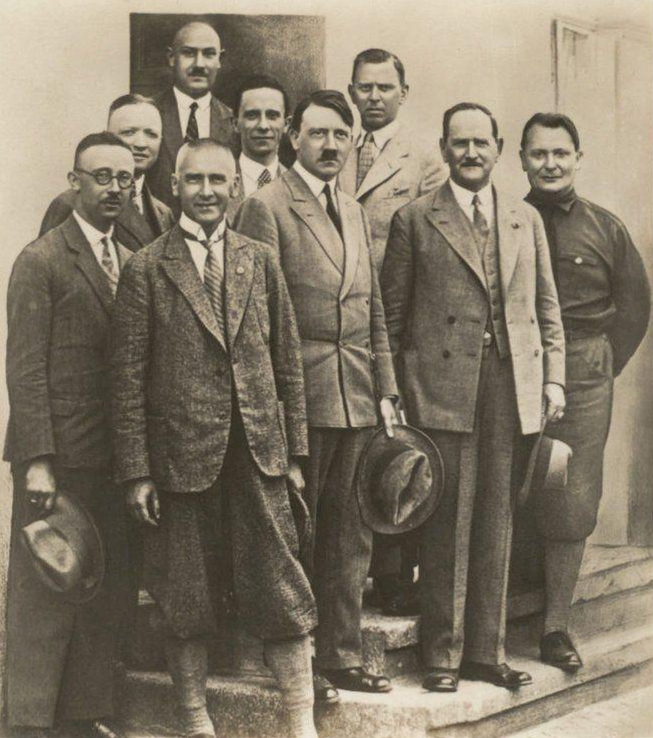
Руководство НСДАП в 1930 году

Хотя Гитлер изначально намеревался управлять движением из тюрьмы, он вскоре понял, что это невозможно, и ему пришлось наблюдать, как партия распадается на враждующие фракции, самой успешной из которых в электоральном плане оказалось Национал-социалистическое освободительное движение. Когда Гитлера освободили из тюрьмы, он отказался отождествлять себя с какой-либо из враждующих отколовшихся группировок, и для практических целей реорганизовал партию снизу вверх. Многое в «новой» партии осталось прежним, включая название, эмблему свастики; многие соратники Гитлера из старой партии в течение непродолжительного времени снова присоединились к нему. Но произошли и существенные изменения. Гитлер осознал, что свержение Веймарской республики силовым путём не сработает. Хотя у новой НСДАП все ещё было как политическое, так и военизированное крыло, акцент сместился в политическую сторону. Гитлер стремился превратить НСДАП в общенациональную организацию. Основной целью СА стала не подготовка переворота, а охрана митингов Нацистской партии и насилие против политических врагов партии.

#### НСДАП как электоральная партия
Старая НСДАП не проявляла интереса к выборам, тогда как обновлённая партия отдавала им приоритет — а также агитации среди немецких избирателей. В этот период Гитлер столкнулся с восстанием в нацистском движении, когда внутрипартийная фракция во главе с Отто и Грегором Штрассерами бросила ему вызов на Бамбергской конференции НСДАП (1926). В конечном итоге Гитлер одержал победу, и НСДАП осталась «движением Гитлера». Однако фюрер принял большую часть основной программы, пропагандируемой его критиками внутри партии. В ходе предвыборной кампании в Рейхстаг в мае 1928 года НСДАП сосредоточилась на промышленных районах страны, в частности Рура, портах Гамбурга и Бремена и национальной столице — Берлине. Чтобы закрепиться в Берлине, Гитлер направил туда пропагандиста Йозефа Геббельса, чтобы тот стал региональным лидером партии (гауляйтером) в столице. Идея этого так называемого городского плана заключалась в том, чтобы отвлечь рабочих от марксизма и подтолкнуть их к антисемитскому национал-социализму НСДАП.
Эта стратегия оказалась провальной. НСДАП получила всего 2,6 % голосов избирателей в 1928 году, и лишь немногие из этих голосов были получены от целевого электората — промышленных рабочих. Рабочие Германии не отреагировали на нацистскую комбинацию антисемитизма и антикапитализма. Однако партия преуспела в некоторых сельских и городских округах среди среднего класса, особенно в протестантских районах. Гитлер с готовностью перенёс организационные усилия НСДАП в эти округа. Вместо того чтобы критиковать злоупотребления капитализма, партия теперь подчёркивала, что она выступает за респектабельный средний класс, мораль и право на собственность. Даже резкий антисемитизм партии был несколько смягчён. Однако, в первую очередь, НСДАП настаивала на том, что она и только она может спасти Германию от большевизма. Геббельс продвигал антикоммунистический нарратив во время непрерывной агитации, в то время как СА участвовала в частых и всё более жестоких уличных столкновениях с коммунистами (Союз красных фронтовиков) и социал-демократами (Рейхсбаннер).

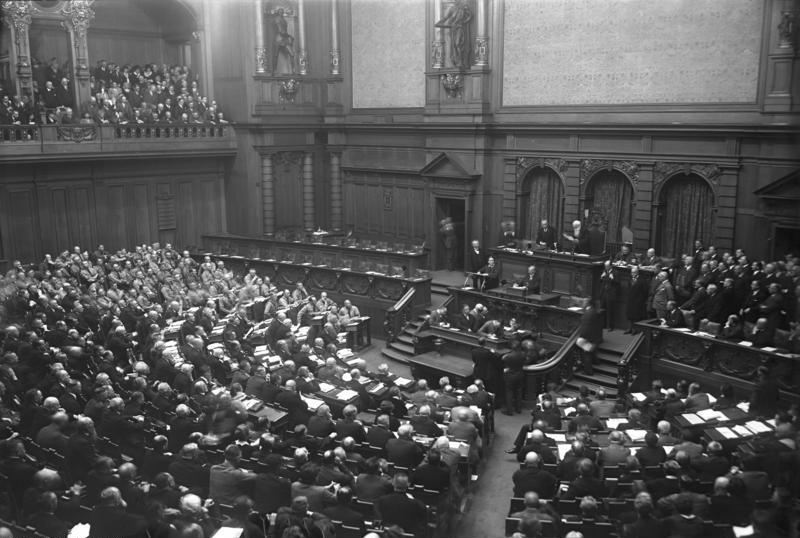
Открытие V Рейхстага 13 октября 1930 года. На снимке крайние слева — представители НСДАП

Новый курс НСДАП, включавший сельскую стратегию, совпал с глобальным ухудшением экономического положения. Начиная с 1930 года Великая депрессия ввергла экономику Германии в масштабную волну банкротств и хроническую безработицу. Ряд кабинетов министров не смогли решить экономические проблемы Германии. НСДАП воспользовалась этой возможностью, став первой всеобъемлющей партией страны, пообещавшей улучшение положения практически всем слоям немецкого общества. Утверждалось, что решить проблемы нации может только предоставление Адольфу Гитлеру и НСДАП чрезвычайных полномочий.
Как зонтичная партия, основанная на принципе фюрерства, НСДАП имела уникальную структуру, которая был в значительной мере организационной работой Грегора Штрассера. Политический отдел НСДАП вел непрерывную агитацию на выборах и между ними. Для этой цели Германия была разделена на административные единицы, называемые гау, каждая из которых соответствовала одному из федеральных избирательных округов Германии. Военизированным крылом партии для защиты партийных митингов и нападений на другие — было СА. Другим компонентом НСДАП были идеологические профессиональные ассоциации, от Национал-социалистической фермерской организации до Национал-социалистического союза мюнхенских торговцев углём, которые служили средством привлечения избирателей и новых членов партии. В последние годы Веймарской республики НСДАП стала очень успешной. Число голосов партии на национальном уровне увеличилось с 2,6 % в 1928 году до 18 % в 1930 году и 37 % (вершина её успеха) в июле 1932 года. Гитлер также получил 37 % голосов, когда баллотировался (безуспешно) на пост президента в апреле 1932 года. В то же время штурмовики были ответственны за беспрецедентный рост уровня политического насилия. Наконец, филиалы партии преуспели в получении контроля над рядом профессиональных и общественных организаций, в основном фермерских и студенческих.
К середине 1932 года НСДАП стала самой успешной политической партией в Германии. Однако она не смогла получить большинство голосов на национальном уровне или получить власть посредством выборов. Несмотря на многочисленные положительные результаты партии на выборах, в конце 1932 года НСДАП столкнулась с кризисом на нескольких фронтах. Штурмовики становились все более нетерпеливыми и революционными, рискуя своими жизнями и тщетно ожидая давно обещанных наград; партия имела большие долги; имелись явные признаки того, что популярность НСДАП достигла своего пика. На национальных парламентских выборах в ноябре 1932 года число голосов за НСДАП снизилось впервые с 1930 года.

### НСДАП после прихода к власти
Гитлер и НСДАП пришли к власти в январе 1933 года не потому, что победили на выборах, а благодаря личным интригам и потому, что консервативная элита Германии была готова заключить с ними пакт, чтобы уничтожить Веймарскую республику. Партия сыграла значительную роль в разрушении политического плюрализма Германии во время фазы, называемой Gleichschaltung, в 1933 и 1934 годах, и члены партии были ответственны за большую часть беспорядочного террора в первые месяцы нацистского режима. Кроме того, большинство гауляйтеров стали государственными администраторами, а многие лидеры СА — начальниками муниципальной полиции.
Гитлер отказался от идеи отводить партии какую-либо конкретную роль, используя её только для неопределённой задачи по индоктринации немецкого населения идеями национал-социализма. Лидеры партии не смогли договориться между собой о её будущей роли. Одна группа — во главе с Рудольфом Гессом (заместителем фюрера по партийным операциям после декабря 1933 года) и его начальником штаба Мартином Борманом — представляла себе партию по образцу положения Коммунистической партии в Советском Союзе, с нацистской политической организацией, формирующей элиту Третьего рейха. Этот подход провалился, отчасти потому, что Гитлер его не одобрил, но также и по той причине, что у партии не было квалифицированных кадров для управления обществом. Кроме того, такие важные лидеры партии, как Геббельс и Герман Геринг, решили построить свою власть в Третьем рейхе, используя государственные должности (министерство пропаганды Геббельса и Управление по четырёхлетнему плану Геринга). Формально Гитлер был главой СА, но начальник штаба штурмовиков Эрнст Рем и его приближенные были убеждены, что только они, как «солдаты-политики», могут принести национал-социализм в Германию. Эта иллюзия закончилась кровавой чисткой руководства штурмовиков в июне 1934 года.
Чистка была проведена карательными отрядами СС; она ознаменовала закат СА и позволила СС — ранее небольшой организации, подчинённой структуре СА — выдвинуть собственные претензии на элитарность. По словам её начальника Генриха Гиммлера, СС имела право на элитный статус, поскольку была наиболее «расово чистым» элементом всего нацистского движения. До определённого момента СС действительно была самой успешной из нацистских организаций, и к моменту падения Третьего рейха она контролировала аппарат нацистского террора, включая элементы, участвовавшие в осуществлении Холокоста, а также полицию и, через Гиммлера, резервы вооружённых сил. Только один раз партии было разрешено играть ведущую роль после 1933 года — во время погрома, известного как «Хрустальная ночь», в ноябре 1938 года. Массовое сожжение синагог в Германии, вандализм и нападения на евреев были в основном делом рук местных членов партии и СА.
В организационном смысле партия ещё больше отошла на второй план после того, как Гитлер развязал Вторую мировую войну. Задачи партии были сведены к произнесению всё более бессмысленных пропагандистских лозунгов. НСДАП приобрела ещё более негативный образ, когда число погибших на фронте возросло. Одной из военных обязанностей партии была доставка извещений о смерти родственникам солдат, погибших в бою. Одетый в партийную форму, местный партийный лидер приносил соболезнование семье погибшего. Поскольку партийная форма была цвета хаки с золотой отделкой, эти события стали известны как «визиты золотых фазанов». К концу войны партия стала отживающей своё бесполезной организацией. Большинство гауляйтеров покидали свои посты, когда армии союзников приближались к их территориям. Попытки Мартина Бормана и партийной канцелярии заставить политическую организацию возглавить массовую мобилизацию полностью провалились.
Единственной партийной организацией, сохранившей какой-либо положительный имидж в глазах большинства немцев, была Nationalsozialistische Volkswohlfahrtsorganisation (Национал-социалистическая народная благотворительность, NSV), организация, которая большую часть своего существования находилась в тени среди других партийных групп. Основанная в начале 1930-х годов для оказания финансовой помощи штурмовикам, пострадавшим в столкновениях, NSV позднее была уполномочена оказывать помощь жертвам бомбардировок союзников во время войны. Поскольку эта задача становилась всё более важной по мере продолжения войны, для большинства немцев было очевидно, что только NSV среди всех организаций НСДАП, делала что-то полезное.
После безоговорочной капитуляции Третьего рейха в мае 1945 года союзники запретили НСДАП как организацию в любой форме, хотя к тому моменту партия уже практически исчезла из политического ландшафта. Гитлер завещал всё своё материальное имущество партии, но эта директива была бессмысленной. Бенефициаром как партийных активов, так и личных владений Гитлера стала федеральная земля Бавария, в которой партия начинала свою историю.

## Выборы врейхстаг
- Выборы в рейхстаг осенью 1930 года состоялись в условиях, когда временная политическая и экономическая стабилизация сменилась острым экономическим и политическим кризисом. Массы избирателей начали отказывать в доверии партиям, считавшимся опорой доказавшего свою несостоятельность Веймарского режима и находившимся все это время у власти. Заметно выросло число голосов за Коммунистическую партию Германии (на 1,3 млн). И в целом обе рабочие партии, Коммунистическая партия Германии и Социал-демократическая партия Германии, увеличили число собранных голосов (13,2 млн против 12,4 млн в 1928 году). Однако расстановка сил в буржуазном лагере полностью изменилась. Национал-социалистская партия совершила масштабный рывок, собрав 6,4 млн голосов (прирост 3,6 млн). Доля голосов за неё, выросла с 2,6 % до 18,5 %, и НСДАП превратилась во вторую политическую партию в рейхстаге.
- Во время июльских выборов 1932 года эта тенденция усилилась. КПГ приросла на 700 тыс. избирателей, а СДПГ потеряла 600 тыс. голосов, набрав вместе 13,3 млн. В буржуазном лагере единственной партией, добившейся значительных успехов, была снова НСДАП. Число поданных за неё голосов возросло ещё на 7,3 млн голосов (37,1 %). Нацисты получили 230 депутатских мест из 608, став сильнейшей партией в рейхстаге. Адольф Гитлер потребовал предоставить ему пост рейхсканцлера, однако президент Гинденбург и рейхсканцлер фон Папен предложили ему пост вице-канцлера. После первого заседания Рейхстага НСДАП инициировала вотум недоверия правительству, который был принят большинством голосов. В итоге рейхсанцлер объявил роспуск Рейхстага и объявил о новых выборах.
- Через три месяца на новых выборах в рейхстаг число поданных за КПГ голосов увеличилось на 700 тыс. и составило 6 млн, а СДПГ вновь потеряла 700 тыс. человек. В итоге рабочие партии набрали в сумме те же 13,3 млн голосов. НСДАП потеряла 2 млн голосов, но получила 196 мест в рейхстаге из 584. 30 января 1933 года Гитлер был назначен рейхсканцлером по решению президента Гинденбурга, после длительных переговоров.
- 1 февраля 1933 года рейхстаг снова был разогнан президентом. 27 февраля Рейхстаг был подожжён. Поджог был использован для издания указа «О защите народа и государства», согласно которому отменялись основные права граждан и готовилась почва для преследования политических оппонентов НСДАП. Последние парламентские выборы, состоявшиеся в марте 1933 года, происходили уже в обстановке разнузданного террора национал-социалистов, прорвавшихся к этому времени к власти[41][42].

|  |

## Организационная структура
Национал-социалистическая рабочая партия строилась по территориальному принципу и имела ярко выраженную иерархическую структуру. На вершине пирамиды партийной власти стоял председатель партии, который обладал абсолютной властью и неограниченными полномочиями. Пост председателя партии занимали:
- Карл Харрер, с 5 января 1919 года по 24 февраля 1920 года;
- Антон Дрекслер, с 24 февраля 1920 года по 29 июля 1921 года, затем почётный председатель (номинальная должность, не дающая реальной власти);
- Адольф Гитлер, с 29 июля 1921 года по 30 апреля 1945 года.

В своём завещании Гитлер не назначил преемника на пост председателя партии, но при этом учредил ранее не существовавший пост министра по делам партии, который де-факто заменил собой пост председателя и стал главным в партии. Занимал его всего один человек:
- Мартин Борман, с 30 апреля 1945 года по 2 мая 1945 года.

Непосредственное руководство партаппаратом осуществлял заместитель фюрера по партии. С 21 апреля 1933 года до 10 мая 1941 года им был Рудольф Гесс (с 22 сентября 1933 года — просто «заместитель фюрера»). При нём для руководства текущей партийной жизнью в июне-июле 1933 года был создан Штаб заместителя фюрера, который возглавлял Мартин Борман. 12—13 мая 1941 года Штаб заместителя фюрера был преобразован в Партийную канцелярию во главе с Мартином Борманом. После того, как 10 мая 1941 года Рудольф Гесс улетел в Великобританию, новый заместитель назначен не был, но фактически им стал Мартин Борман, назначенный 12 апреля 1942 года особым приказом Гитлера «секретарём фюрера».
Для обеспечения деятельности Гитлера как вождя партии в 1934 году под руководством рейхсляйтера Филиппа Боулера была создана личная Канцелярия руководителя партии (Kanzlei des Führers der NSDAP).
Текущее руководство партийной работой по различным направлениям осуществлял «Рейхсляйтунг» — Рейхсруководство Национал-социалистической немецкой рабочей партии (Reichsleitung der NSDAP), состоявший из главных управлений НСДАП и партийных служб. Во главе такого управления, как правило, стоял рейхсляйтер НСДАП (нем. Reichsleiter — рейхсруководитель). В своей области рейхсляйтеры обладали властью не меньшей, чем министры. Многие рейхсляйтеры одновременно являлись ещё и рейхсминистрами.
В состав НСДАП к 1944 году входили 9 присоединённых союзов (Angeschlossene Verbände), 7 подразделений партии (Gliederungen der Partei) и 4 организации:
- Присоединённые союзы (самостоятельные организации, обладающие правами юридических лиц и собственным имуществом)
  - Национал-социалистический союз юристов (NS-Juristenbund)
  - Имперский союз немецких служащих (Reichsbund der Deutschen Beamten)
  - Национал-социалистический союз учителей (NS-Lehrerbund)
  - Национал-социалистический союз помощи жертвам войны (NS-Kriegsopferversorgung)
  - Национал-социалистический союз врачей (NSD-Ärztebund)
  - Национал-социалистический союз немецких техников (NS-Bund Deutscher Technik)
  - Национал-социалистическое общественное благосостояние (NS-Volkswohlfahrt)
  - Германский трудовой фронт (die Deutsche Arbeitsfront (DAF))
  - Имперский союз противовоздушной обороны (Reichsluftschutzbund)
- Подразделения партии
  - Гитлерюгенд (Hitlerjugend (HJ))
  - Союз немецких девушек (Bund Deutscher Mädel (BDM))
  - Национал-социалистический союз немецких доцентов (NS-Deutscher Dozentenbund (NSDD))
  - Национал-социалистический союз студентов Германии (NS-Deutscher Studentenbund (NSDStB))
  - Национал-социалистическая женская организация (NS-Frauenschaft (NSF))
  - Национал-социалистический механизированный корпус (Nationalsozialistisches Kraftfahrerkorps (NSKK))
  - охранные отряды, (СС) (Schutzstaffel (SS))
  - штурмовые отряды (Sturmabteilung (SA))
- Организации
  - Национал-социалистическое общество культуры (NS-Kulturgemeinde)
  - Рейхссоюз многодетных семей Германии по защите семьи (Reichsbund der Kinderreichen Deutschlands zum Schütze der Familie)
  - Общество немецких общин (Deutscher Gemeindetag)
  - «Труд немецких женщин» (Das Deutsche Frauenwerk)

Кроме этого, многие общественные организации, созданные до основания НСДАП и не имевшие к ней отношения, были в ходе гляйхшальтунга переименованы, подчинены партийному влиянию, подчинялись соответствующему рейхсляйтеру или соответствующей организации партии.

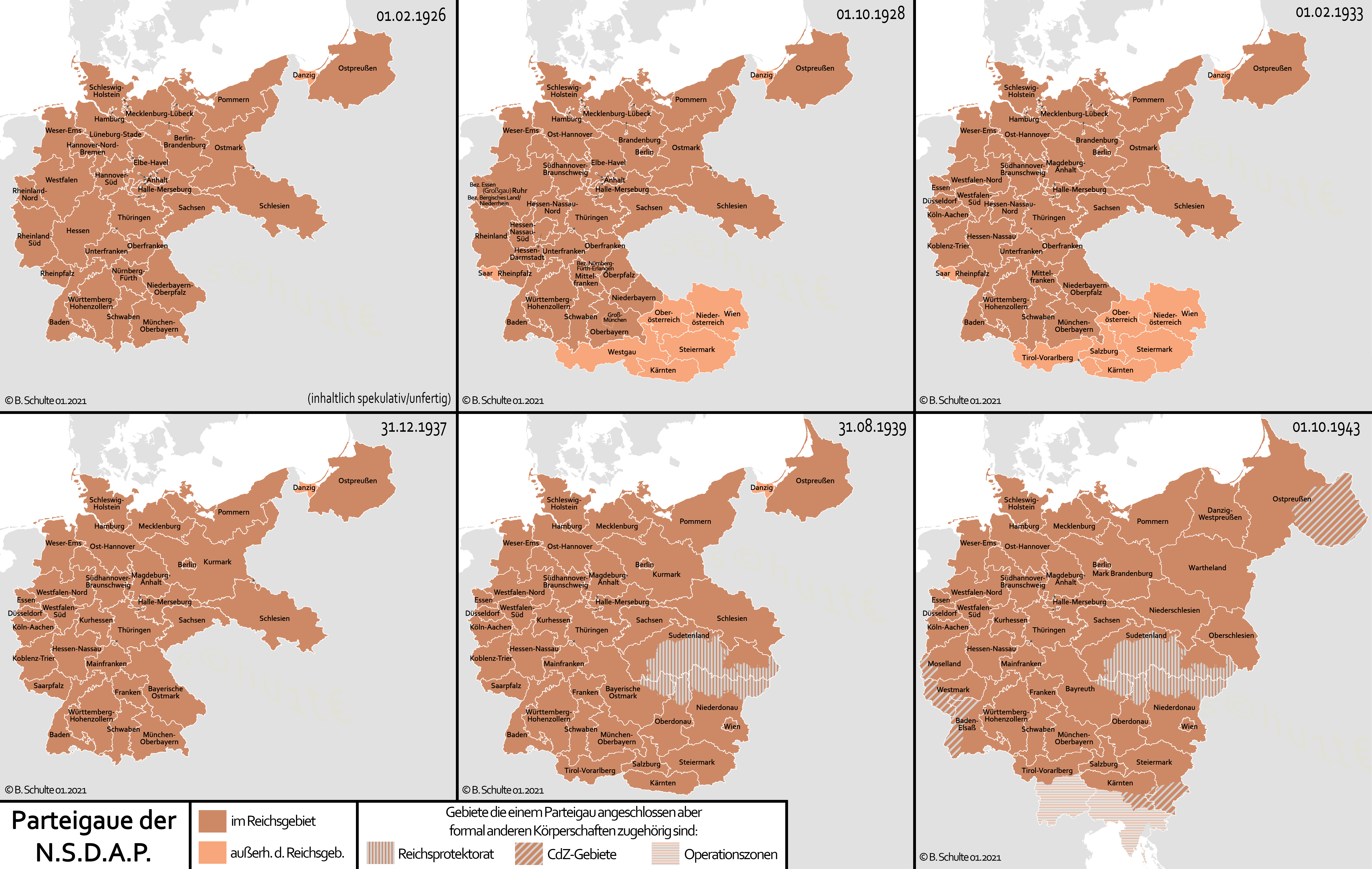
Региональные отделения (гау) НСДАП в 1926, 1928, 1933, 1937, 1939 и 1943 годах

Партия делилась на региональные отделения — «гау» (Gau) возглавлявшиеся гауляйтерами От «обычных» гау они, впрочем, не отличались ничем, кроме происхождения. По состоянию на 1934 год Рейх состоял из 32 гау. К 1945 году их количество возросло до 42. Гауляйтеры же назначались непосредственно Гитлером и отвечали только перед ним. Впрочем, вмешательство в деятельность последних сверху было относительно нечастым явлением.
| Русское название                              | Немецкое название          | Административный центр            | Местонахождение |
| --------------------------------------------- | -------------------------- | --------------------------------- | --- |
| Баден                                         | Baden                      | Карлсруэ (после 1940 — Страсбург) | На землях Бадена; включило бывшие французские департаменты Эльзаса Верхний Рейн (фр. Haut-Rhin) и Нижний Рейн (фр. Bas-Rhin).                              |
| Байройт (до 1942 — Баварская восточная марка) | Bayreuth/Bayrische Ostmark | Байройт                           | На землях части Баварии; после 1938 года включило части бывшей Чехословакии.                                                                               |
| Большой Берлин                                | Groß-Berlin                | Берлин                            | |
| Верхняя Силезия                               | Oberschlesien              | Каттовиц (с 1938)                 | На землях части провинции Силезия; с 1939 — включая польскую Силезию вместе Заользье.                                                                      |
| Везер-Эмс                                     | Weser-Ems                  | Ольденбург                        | На землях Ольденбурга, Бремена и западной части провинции Ганновер.                                                                                        |
| Восточная Пруссия                             | Ostpreußen                 | Кёнигсберг                        | На землях одноимённой провинции; с 1939 включило часть польских земель и Мемельланд, а также присоединило (но не включило в свой состав) и округ Белосток. |
| Гау Восточный Ганновер                        | Ost-Hannover               | Люнебург (до 1937 — Бухгольц)     | На северной, центральной и восточной частях провинции Ганновер.                                                                                            |
| Вюртемберг-Гогенцоллерн                       | Württemberg-Hohenzollern   | Штутгарт                          | На землях Вюртемберга и провинции Гогенцоллерн. |
| Галле-Мерзебург                               | Halle-Merseburg            | Галле                             | На юге провинции Саксония. |
| Гамбург                                       | Hamburg                    | Гамбург                           | На землях вольного города Гамбурга. |
| Гессен-Нассау                                 | Hessen-Nassau              | Франкфурт-на-Майне                | На землях Гессена и юге провинции Гессен-Нассау. |
| Дюссельдорф                                   | Düsseldorf                 | Дюссельдорф                       | На севере Рейнской провинции. |
| Западная марка (до 1940 года — Саар-Пфальц)   | Westmark/Saarpfalz         | Саарбрюккен                       | На землях баварского Пфальца и Саарской области; с 1940 года включило в себя французскую Лотарингию.                                                       |
| Кёльн-Аахен                                   | Köln-Aachen                | Кёльн                             | На севере и в центре Рейнской провинции. |
| Кургессен                                     | Kurhessen                  | Кассель                           | На севере провинции Гессен-Нассау. |
| Магдебург-Анхальт                             | Magdeburg-Anhalt           | Дессау                            | На земле Анхальт и севере провинции Саксония. |
| Майн-Франкония                                | Mainfranken                | Вюрцбург                          | На землях части Баварии. |
| Марка Бранденбург                             | Mark Brandenburg           | Берлин                            | На землях провинции Бранденбург. |
| Мекленбург                                    | Mecklenburg                | Шверин                            | На землях Мекленбург-Стрелица и Мекленбург-Шверина. |
| Мозельланд (до 1942 года — Кобленц-Трир)      | Moselland/Koblenz-Trier    | Кобленц                           | На юге Рейнской провинции; с 1942 года включило в себя бывший Люксембург.                                                                                  |
| Мюнхен-Верхняя Бавария                        | München-Oberbayern         | Мюнхен                            | На землях части Баварии. |
| Нижняя Силезия                                | Niederschlesien            | Бреслау                           | На землях провинции Нижняя Силезия. |
| Померания                                     | Pommern                    | Штеттин                           | На землях провинции Померания. |
| Саксония                                      | Sachsen                    | Дрезден                           | На землях провинции Саксония. |
| Северная Вестфалия                            | Westfalen-Nord             | Мюнстер                           | На землях Липпе и севере провинции Вестфалия. |
| Тюрингия                                      | Thüringen                  | Веймар                            | На землях Тюрингии и соседней провинции Саксония. |
| Франкония                                     | Franken                    | Нюрнберг                          | На землях части Баварии. |
| Швабия                                        | Schwaben                   | Аугсбург                          | На землях части Баварии. |
| Шлезвиг-Гольштейн                             | Schleswig-Holstein         | Киль                              | На землях провинции Шлезвиг-Гольштейн, Любека и части Ольденбурга.                                                                                         |
| Эссен                                         | Essen                      | Эссен                             | На севере Рейнской провинции. |
| Южная Вестфалия                               | Westfalen-Süd              | Бохум                             | На юге провинции Вестфалия. |
| Южный Ганновер-Брауншвейг                     | Südhannover-Braunschweig   | Ганновер                          | На землях Брауншвейга, юге и западе провинции Ганновер. |

Гау делились на местные отделения в районах и городах окружного подчинения — «районы» (Kreise) возглавлявшиеся крейсляйтерами, «районы» делились на местные отделения в городах, общинах и городских округах — «местные группы» (нем. Ortsgruppen) возглавлявшиеся ортсгруппенляйтерами, крупные местные группы делились на первичные отделения в жилых районах — «блоки» (Blocks), во главе с блокляйтерами, и первичные отделения на предприятиях и в организациях — «ячейки» (Zellen) во главе с целленляйтерами.
Граждане Германии, проживавших заграницей и являвшиеся членами партии, образовывали зарубежные отделения (Landesgruppe) и зарубежные местные отделения (Landeskreise), которые в совокупности были равны гау, центр которого располагался в Берлине.

### Звания и знаки различия с 1939 года

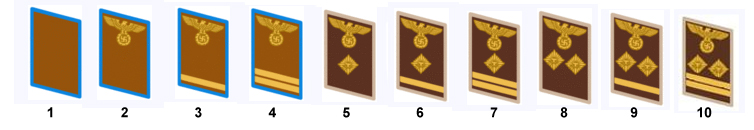
1 Unanwärter (кандидат в члены партии)
2 Anwärter (член партии)
3 Helfer (помощник)
4 Oberhelfer (старший помощник)
5 Arbeitsleiter (рабочий руководитель)
6 Oberarbeitsleiter (старший рабочий руководитель)
7 Hauptarbeitsleiter (главный рабочий руководитель)
8 Bereitschaftsleiter (дежурный руководитель)
9 Oberbereitschaftsleiter (старший дежурный руководитель)
10 Hauptbereitschaftsleiter (главный дежурный руководитель)

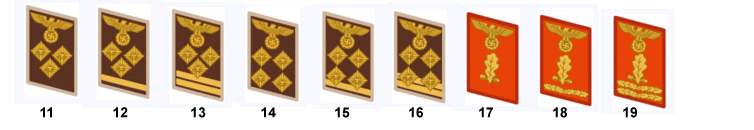
11 Einsatzleiter (ведущий руководитель)
12 Obereinsatzleiter (старший ведущий руководитель)
13 Haupteinsatzleiter (главный ведущий руководитель)
14 Gemeinschaftsleiter (руководитель участкового значения)
15 Obergemeinschaftsleiter (старший руководитель участкового значения)
16 Hauptgemeinschaftsleiter (главный руководитель участкового значения)
17 Abschnittsleiter (руководитель секторального значения)
18 Oberabschnittsleiter (старший руководитель секторального значения)
19 Hauptabschnittsleiter (главный руководитель секторального значения)

Основными знаками различия на партийной форме являлись петлицы.

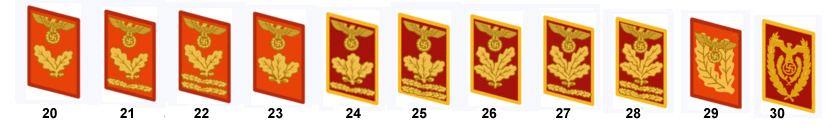
20 Bereichsleiter (руководитель значения отдела)
21 Oberbereichsleiter (старший руководитель значения отдела)
22 Hauptbereichsleiter (главный руководитель значения отдела)
23 Dienstleiter (руководитель значения службы)
24 Oberdienstleiter (старший руководитель значения службы)
25 Hauptdienstleiter (главный руководитель значения службы)
26 Befehlsleiter (руководитель значения управления)
27 Oberbefehlsleiter (старший руководитель значения управления)
28 Hauptbefehlsleiter (главный руководитель значения управления)
29 Gauleiter (руководитель областного значения)
30 Reichsleiter (руководитель государственного значения)

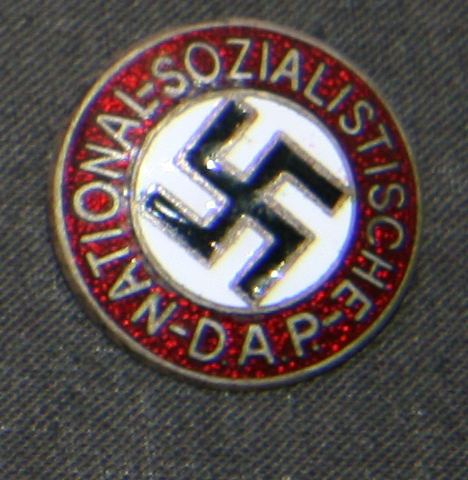
Партийный значок

Низшим партийным званием для всех уровней было звание кандидата (нем. Unanwärter), высшее звание зависело от места службы партийного функционера, от этого же зависел цвет петлиц и канта:
- Местные организации (Ortsgruppenleitung), светло-коричневые петлицы с голубым кантом, возможное высшее звание Oberabschnittsleiter (18)
- Окружные управления (Kreisleitung), тёмно-коричневые петлицы с чёрным (после 1938-го белым) кантом, возможное высшее звание Dienstleiter (23)
- Областные управления (Gauleitung), алые петлицы с тёмно-красным кантом, возможное высшее звание Gauleiter (29)
- Имперское управление (Reichsleitung), тёмно-красные петлицы с золотым кантом, возможное высшее звание Reichsleiter (30)

## Международное сотрудничество
НСДАП поддерживала отношения с различными партиями и движениями, как среди союзников Германии во Второй мировой войне, так и на оккупированных территориях.
| Партия | Государство  |
| --- | ------------ |
| Национальная фашистская партия (до 1943)                                                                               | Италия       |
| Республиканская фашистская партия (с 1943)                                                                             | Италия       |
| Испанская фаланга (1933—1934) Испанская фаланга СНСН (1934—1937) Испанская Традиционалистская фаланга СНСН (1937—1943) | Испания      |
| Глинкова словацкая народная партия                                                                                     | Словакия     |
| Железная гвардия (1940—1941)                                                                                           | Румыния      |
| Усташи | Хорватия     |
| Национал-социалистическое движение                                                                                     | Нидерланды   |
| Национал-социалистическая нидерландская рабочая партия (до 1941)                                                       | Нидерланды   |
| Партия скрещённых стрел                                                                                                | Венгрия      |
| Национальное единение                                                                                                  | Норвегия     |
| Национал-социалистическая рабочая партия Дании                                                                         | Дания        |
| Партия судетских немцев (до 1938)                                                                                      | Чехословакия |
| Фламандский национальный союз                                                                                          | Бельгия      |

## Последние месяцы партии
1 апреля 1945 года, когда Нацистская Германия доживала свои последние месяцы, состоялось последнее принятие в НСДАП новых членов — юношей и девушек 1926—1928 годов рождения. Адольф Гитлер, перед своим самоубийством, 30 апреля назначил своего секретаря Мартина Бормана Министром по делам партии, хотя до этого такой должности в правительстве Германии не существовало. Эта должность фактически заменила должность Председателя партии и позволяла Борману сосредоточить контроль над партией в своих руках. Однако, полное поражение Германии в войне к тому моменту уже было очевидно и дальнейшая судьба партии предрешена. 2 мая Мартин Борман пропал без вести, и должность Министра по делам партии прекратила своё существование. Фактически НСДАП существовала до ареста Фленсбургского правительства 23 мая 1945 года.

## После поражения Германии во Второй мировой войне
После поражения нацистской Германии в войне и её безоговорочной капитуляции в 1945 году НСДАП была запрещена и распущена, её имущество — конфисковано, руководители — осуждены, некоторые — казнены, в том числе по решениям, принятым на Нюрнбергском процессе. Однако некоторым членам НСДАП удалось бежать через Италию или Испанию в Южную Америку.
По решению руководителей ведущих стран антинацистской коалиции в Германии была проведена денацификация, в ходе которой большинство активных членов НСДАП подверглось особой проверке. Многие были уволены с руководящих постов или из социально значимых организаций, таких, как, например, учебные заведения.
В 1964 году в ФРГ была создана Национал-демократическая партия Германии (НДПГ) (нем. Nationaldemokratische Partei Deutschlands, NPD), позиционировавшая себя как политический преемник НСДАП. Это была первая неонацистская партия, чьи кандидаты были близки к тому, чтобы попасть в бундестаг, набрав 4,3 % на выборах 1969 года (до этого существовали и другие неонацистские партии, в частности, Социалистическая имперская партия Ремера, однако им не удалось добиться заметного результата на федеральном уровне).